# Jamily
Jamily Oliveira Sampaio (Río de Janeiro, 3 de julio de 1992) es una cantante/compositora brasileña de música cristiana contemporánea. Fue revelada en el Programa Raul Gil, en 2001, a los 9 años de edad. Con talento nato, la niña con voz de gente grande emocionó con su fuerte timbre. Además de hacer shows locales, la cantante visitó Estados Unidos varias veces, Portugal, Inglaterra, Francia, Angola y Mozambique. Con su inglés fluente, fue invitada para cantar el Himno Nacional de EE. UU. en un juego de béisbol, en Nueva Jersey, y fue un éxito. Es graduada en producción musical y a lo largo de su carrera vendió más de 5 millones de discos, además de sus videos en el YouTube ya acumulen 80 millones de visualizaciones.
Reconoce influencia de Whitney Houston

## Biografía
Hoy con menos de 30 años, Jamily ya posee más de una década de carrera musical, Según datos de la ABPD, la artista ya posee 5 discos de oro ,2 DVD de oro, y 1 disco de platino.  Nacida en la comunidad Ladeira de los Tabajaras, en Copacabana, la cantante pasó por muchas dificultades y situaciones adversas cuando niña, munida solamente de fe, su voz y ganas de vencer. Jamily fue revelada en el Programa Raul Gil en 2001, y conquistó su primer disco de oro con sólo 10 años de edad, con más de 100 mil copias vendidas. Ese álbum también le dio el “Trofeo Talento 2003” en las categorías “Cantante Revelación”, “Música del Año” , “Mejor Versión” y “Mejor Dueto”, por el rango “Tiempo de vencer”. 
El 24 de abril de 2012, la cantante firmó contrato con Sonido Libre, y lanzó el CD Además del que los Ojos Pueden Ver, El disco contó con músicas de su autoría, de entre las cuales “Unja-me”, “Me alegro en adorarte”, “Además del que los ojos pueden ver” y el rango "Viene Louvar", que ganó una versión en castellano, “Ven sacudir”. Ivan Barreto y Jô Borges también participaron de la producción de este disco.
En 2013 lanzó un EP en inglés por título "My Shelter", exclusivamente en las plataformas digitales.
El 24 de septiembre de 2014, Jamily fue invitada a formar parte del jurado en una temporada en el cuadro Jóvenes Talentos, del Programa Rau Gil, que iba al aire todos los sábados en el SBT.
En 26 de septiembre de 2013, Jamily firma contrato con la grabadora Sony Music Brasil y relanza el CD Además del Que Los Ojos Pueden Ver.
Recientemente, lanzó su 8.º disco, enteramente autoral e intitulado Padre. El álbum fue inicialmente lanzado en las plataformas digitales en 10 de junio de 2015 y después del formato físico disponible en la web de la cantante.

## Discografía[7]
| Título                             | Año  |
| ---------------------------------- | ---- |
| Tiempo de Vencer                   | 2002 |
| Arumbacomballé                     | 2003 |
| Conquistando el Imposible          | 2004 |
| La Fe Hace el Héroe                | 2007 |
| En vivo                            | 2008 |
| Hallelujah                         | 2011 |
| Además del que los ojos pueden ver | 2012 |
| Padre                              | 2015 |

## EP
| Título     | Año  |
| ---------- | ---- |
| My Shelter | 2013 |

## DVD
| Título            | Año  |
| ----------------- | ---- |
| Tiempo de Vencer  | 2002 |
| Jamily (Infantil) | 2003 |
| Jamily (En vivo)  | 2008 |

## Premios

### Trofeo Talento
| Año  | Categoría            | Nombramiento       | Resultado |
| ---- | -------------------- | ------------------ | --------- |
| 2003 | Revelación           | Jamily             | Venció    |
| 2003 | Música del Año       | "Tiempo de Vencer" | Venció    |
| 2003 | Mejor Dueto          | "Tiempo de Vencer" | Venció    |
| 2009 | Álbum Pop y Pop Rock | Jamily (En vivo)   | Venció    |